# (1448) Lindbladia
(1448) Lindbladia ist ein Asteroid des Hauptgürtels, der am 16. Februar 1938 von dem finnischen Astronomen Yrjö Väisälä in Turku entdeckt wurde.
Benannt wurde der Asteroid nach dem schwedischen Astronomen und früheren IAU-Vorsitzenden Bertil Lindblad.